# Topologia grollera
En matemàtiques, s'anomena topologia grollera (sovint anomenada també topologia gruixuda, topologia trivial o topologia indiscreta) a aquella topologia tal que els seus únics oberts són el conjunt buit i el propi espai. És la topologia amb menys oberts que es pot definir sobre qualsevol espai.

## Propietats
Degut a la seva simplicitat se'n poden demostrar fàcilment moltes propietats. Per tot X espai topològic sobre un conjunt C amb la topologia grollera:
- Els seus únics tancats són també el conjunt buit i tot l'espai.
- L'interior de tot subconjunt de X diferent de X és buit.
- La clausura de tot subconjunt no buit de X és tot l'espai.
- X és connex (té una única component connexa, el propi espai) i arc-connex.
- X és compacte, paracompacte, localment compacte.
- X és Lindelöf i Baire.
- X només admet com a base {X}
- Sobre un conjunt de dos elements o més, l'espai topològic que en resulta no és de Kolmogórov (T0) i, per tant, tampoc Fréchet, Hausdorff ni cap altre Tn.
- X és normal, regular, completament normal i completament regular.
- X compleix el primer i el segon axioma de numerabilitat.
- Tots els subespais i tots els espais quaocients de X hereten la topologia grollera.
- Tot subconjunt no buit de X és dens en X.
- Sigui A un subconjunt no buit de X.
  - Si A té un sol element, tots els punts de X\A fan frontera amb A.
  - Altrament, tots els punts de X fan frontera amb A.
- Sigui Y un espai topològic sobre D amb la topologia grollera. Aleshores X i Y són homeomorfs si i només si C i D tenen la mateixa cardinalitat.
- La topologia quocient per tot espai quocient de X és també grollera.